# 1896 no jornalismo
Nesta página encontrará referências aos acontecimentos directamente relacionados com o jornalismo ocorridos durante o ano de 1896.

## Eventos
- 6 de fevereiro — Fim da publicação na Sertã (Portugal) do jornal "Certaginense" que foi publicado desde 1889[1]. Voltou a ser publicado entre 1918 e 1920.
- 5 de abril — Início da publicação em Lisboa do jornal semanal "Branco e Negro". Foi publicado até ao ano de 1898[2].
- 17 de dezembro — Início da publicação na Sertã (Portugal), do jornal semanal "Echo da Beira" que foi publicado até 1899[3]
- 25 de dezembro — Início da publicação semanal do jornal português "A Voz do Artista" que foi publicado em Abrantes até 19 de setembro de 1897[4].

## Nascimentos
| Data           | Nome                  | Profissão                                              | Nacionalidade                              | Observações                                                      | Ref         |
| -------------- | --------------------- | ------------------------------------------------------ | ------------------------------------------ | ---------------------------------------------------------------- | ----------- |
| 4 de janeiro   | Tito Carvalho         | jornalista e cronista                                  | Brasil                                     | m. 1965                                                          |             |
| 24 de setembro | Cândido de Oliveira   | jogador e treinador de futebol e jornalista desportivo | Reino Unido de Portugal, Brasil e Algarves | m. 1958                                                          |             |
| 12 de outubro  | Eugenio Montale       | poeta, prosador, jornalista e tradutor                 | Reino de Itália                            | m. 1981 Nobel de Literatura 1975 Prémio Antonio Feltrinelli 1962 | [ 5 ] [ 6 ] |
| 22 de outubro  | José Leitão de Barros | professor, cineasta, jornalista, dramaturgo e pintor   | Reino Unido de Portugal, Brasil e Algarves | m. 1967                                                          |             |
| ??             | António Montês        | jornalista, escritor e conservador de museus           | Reino Unido de Portugal, Brasil e Algarves | m. 1967                                                          |             |

## Mortes
| Data        | Nome           | Profissão                                                                                      | Nacionalidade | Observações | Ref |
| ----------- | -------------- | ---------------------------------------------------------------------------------------------- | ------------- | ----------- | --- |
| 23 de julho | Aristides Lobo | jurista, político e jornalista republicano e abolicionista. Foi Ministro do Interior do Brasil | Brasil        | n. 1838     |     |